# 찌기

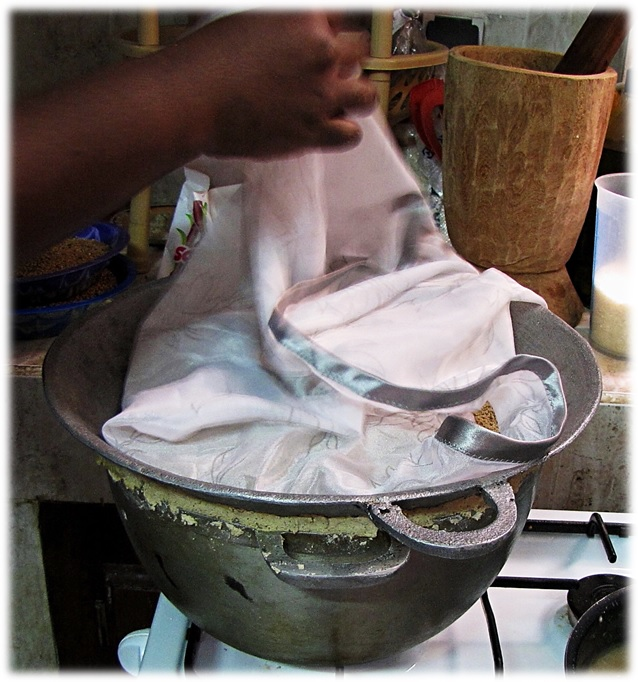

찌기(蒸, 증, steaming)는 증기의 기화열을 이용한 조리법이다. 보통 찜통을 사용하지만 웍 같은 것을 이용하기도 한다. 미국 서남부에서는 약 10,000년 전부터 찌기가 사용되었음을 보여주는 원주민 유적이 발견되기도 했다.
조리할 때 물을 사용하지 않고 가열된 수증기가 식품 재료의 사이 사이로 전해져서 식품이 간접적으로 가열되는 조리법이다. 끓이기에 비해 연료와 시간이 많이 소비된다. 영양 손실이 적고 온도의 분포가 고루 되어 식품의 모양이 흩어지지 않는다. 감자·당근·호박 등의 조리에는 적당하나, 녹색 채소나 양배추 종류는 색과 향이 변하기 쉽다.
식품의 모양이 변형되지 않고 영양의 손실을 최소화할 수 있으나, 시간이 오래 걸리고 또 그만큼 연료가 많이 드는 것이 단점이다.

## 역사
세계 최초의 증기 요리 사례 중 일부는 중국의 황하 계곡에서 발견되었다. 석기로 만든 초기 증기 밥솥은 기원전 5,000년까지 거슬러 올라간다. 그리고 일본 군마현에서도 석기시대에 만들어졌다. 증기 요리의 두 번째 초기 사례 중 일부는 청동기 시대에 만들어진 이탈리아와 사르데냐, 그리고 약 10,000년 전에 증기 구덩이가 요리에 사용되었던 애리조나 주 코치스 카운티에서 발견되었다. 8세기부터 얇은 편백나무 조각이 증기선을 만드는 데 사용되었다. 오늘날 이들의 슬레이트 베이스는 대나무로 만들어졌다. 고전적인 증기선에는 중앙에 굴뚝이 있어 증기를 층으로 분배한다.
찜은 서양에서는 다양한 요리를 따라잡지 못했지만, 이 기술은 중국과 동아시아 요리를 통해 전 세계적으로 큰 인기를 얻었다. 두 가지 주요 클래식 찜통은 고대 대나무 찜기와 현대식 금속(알루미늄 또는 스테인리스 스틸) 찜기를 특징으로 한다. 차이점은 대나무 뚜껑이 가열되는 데 시간이 더 오래 걸리지만 과도한 수분을 흡수하여 섬세한 찜통 위로 열이 다시 응축될 수 있다는 점이다. 이밖에도 전자레인지용 실리콘 스티머와 플라스틱 하이브리드 스티머가 개발되었다.

## 같이 보기
- 대나무 찜통
- 시루